# Gravity the Seducer
Gravity the Seducer är det femte studioalbumet av den brittiska electropopgruppen Ladytron, utgivet den 12 september 2011 på skivbolaget Nettwerk. Skivan är ett samarbete mellan Ladytron och producenten Barny Barnicott. Första singeln från albumet är inledningsspåret "White Elephant" som släpptes genom iTunes Store den 17 maj 2011. På album återfinns även "Ace of Hz", en låt som redan tidigare släpptes på singel i samband med samlingsalbumet Best of 00–10 den 30 november 2010.

## Historik
Albumet gavs ut en dag senare i USA, vilket tillkännagavs tillsammans med albumtiteln på Pitchfork Medias webbplats den 3 mars 2011 medan låtlista och skivomslag publicerades den 16 maj på samma webbplats. Albumet släpptes dock i förtid för onlinelyssning på musiktjänsten Spotify den 5 september.

## Produktion
Albumet är delvis producerat av Barny Barnicott, som har arbetat med Arctic Monkeys och Editors. I en pressrelease gav Daniel Hunt följande kommentarer om albumet: "Gravity the Seducer är mer av ett hopp än det förra albumet, mer översinnligt och melodiskt, en gnutta mer abstrakt på ställen vi har varit på förut, barock 'n' roll. Det var ett nöje att göra, tog oss rakt genom förra sommaren. Det är vår bästa skiva enligt mig.".

## Låtlista
1. "White Elephant" – 4:15
2. "Mirage" – 4:21
3. "White Gold" – 5:00
4. "Ace of Hz" – 3:35
5. "Ritual" – 4:17
6. "Moon Palace" – 3:26
7. "Altitude Blues" – 3:19
8. "Ambulances" – 3:16
9. "Melting Ice" – 4:48
10. "Transparent Days" – 4:01
11. "90 Degrees" – 4:34
12. "Aces High" – 2:54

## Medverkande
Ladytron
- Helen Marnie – sång, keyboard
- Mira Aroyo – sång, keyboard
- Daniel Hunt – keyboard, programmering
- Reuben Wu – keyboard, programmering

Produktion
- Producerad av Ladytron & Barny Barnicott
- Neil Krug – skivomslag